# 890.
890. je deseto desetletje v 9. stoletju med letoma 890 in 899. 